# Discografia di Marília Mendonça
La discografia di Marília Mendonça, cantante e musicista brasiliana, è costituita da tre album in studio, quattro album dal vivo, una raccolta, tredici EP e oltre quaranta singoli.

## Album

### Album in studio
| Anno | Titolo e dettagli | Certificazioni     |
| ---- | --- | ------------------ |
| 2020 | Patroas (con Maiara & Maraísa) - Pubblicato: 4 settembre 2020 - Etichetta: Som Livre - Formato: Download digitale, streaming    | - BRA: Platino (2) |
| 2021 | Patroas 35% (con Maiara & Maraísa) - Pubblicato: 14 ottobre 2021 - Etichetta: Som Livre - Formato: Download digitale, streaming |                    |
| 2023 | Decretos reais - Pubblicato: 25 maggio 2023 - Etichetta: Som Livre - Formato: Download digitale, streaming                      |                    |

### Album dal vivo
| Anno | Titolo e dettagli | Classifiche | Classifiche | Certificazioni      |
| Anno | Titolo e dettagli | BRA         | PRT         | Certificazioni      |
| --- | --- | ----------- | ----------- | ------------------- |
| 2016 | Marília Mendonça: Ao vivo - Pubblicato: 4 marzo 2016 - Etichetta: Som Livre - Formato: CD, download digitale, streaming                   | 1           | 7           | - BRA: Diamante (2) |
| 2017 | Realidade - Pubblicato: 6 marzo 2017 - Etichetta: Som Livre - Formato: CD, download digitale, streaming                                   | 1           | 9           |                     |
| 2018 | Agora é que são elas 2 (con Maiara & Maraísa) - Pubblicato: 13 aprile 2018 - Etichetta: Som Livre - Formato: Download digitale, streaming | ×           | —           |                     |
| 2021 | Todos os cantos, vol. 1 - Pubblicato: 22 febbraio 2019 - Etichetta: Som Livre - Formato: Download digitale, streaming                     | ×           | —           | - BRA: Diamante (3) |
| "—" indica una pubblicazione non classificata in quel paese. "×" indica una classifica non esistente o non pubblicata. | |             |             |                     |

### Raccolte
| Anno | Titolo e dettagli                                                                                    |
| ---- | --- |
| 2018 | Perfil - Pubblicato: 23 febbraio 2018 - Etichetta: Som Livre - Formato: Download digitale, streaming |

## Extended play
| Anno | Titolo e dettagli | Certificazioni     |
| ---- | --- | ------------------ |
| 2014 | Marília Mendonça - Pubblicato: 9 gennaio 2014 - Etichetta: Work Show - Formato: Download digitale                            |                    |
| 2016 | Agora é que são elas - Pubblicato: 2 settembre 2016 - Etichetta: Som Livre - Formato: Download digitale, streaming           |                    |
| 2017 | Marília Mendonça - Pubblicato: 13 gennaio 2017 - Etichetta: Som Livre - Formato: Download digitale, streaming                |                    |
| 2019 | Todos os cantos, vol. 2 - Pubblicato: 17 maggio 2019 - Etichetta: Som Livre - Formato: Download digitale, streaming          | - BRA: Diamante    |
| 2019 | Todos os cantos, vol. 3 - Pubblicato: 16 agosto 2019 - Etichetta: Som Livre - Formato: Download digitale, streaming          | - BRA: Platino (3) |
| 2020 | Patroas 1 (con Maiara & Maraísa) - Pubblicato: 10 luglio 2020 - Etichetta: Som Livre - Formato: Download digitale, streaming |                    |
| 2020 | Patroas 2 (con Maiara & Maraísa) - Pubblicato: 24 luglio 2020 - Etichetta: Som Livre - Formato: Download digitale, streaming |                    |
| 2020 | Patroas 3 (con Maiara & Maraísa) - Pubblicato: 7 agosto 2020 - Etichetta: Som Livre - Formato: Download digitale, streaming  |                    |
| 2020 | Patroas 4 (con Maiara & Maraísa) - Pubblicato: 21 agosto 2020 - Etichetta: Som Livre - Formato: Download digitale, streaming |                    |
| 2021 | Nosso amor envelheceu - Pubblicato: 2 luglio 2021 - Etichetta: Som Livre - Formato: Download digitale, streaming             |                    |
| 2022 | Decretos reais, vol. 1 - Pubblicato: 21 luglio 2022 - Etichetta: Som Livre - Formato: Download digitale, streaming           |                    |
| 2022 | Decretos reais, vol. 2 - Pubblicato: 9 dicembre 2022 - Etichetta: Som Livre - Formato: Download digitale, streaming          |                    |
| 2023 | Decretos reais, vol. 3 - Pubblicato: 16 marzo 2023 - Etichetta: Som Livre - Formato: Download digitale, streaming            |                    |

## Singoli

### Come artista principale
| Anno | Titolo                                      | Classifiche | Classifiche | Classifiche | Certificazioni                     | Album di provenienza      |
| Anno | Titolo                                      | BRA         | PRT         | PRY         | Certificazioni                     | Album di provenienza      |
| --- | ------------------------------------------- | ----------- | ----------- | ----------- | ---------------------------------- | ------------------------- |
| 2015 | Impasse (con Henrique & Juliano)            | —           | ×           | ×           | - BRA: Diamante (2)                | Marília Mendonça: Ao vivo |
| 2015 | Sentimento louco                            | —           | ×           | ×           | - BRA: Diamante (2)                | Marília Mendonça: Ao vivo |
| 2016 | Infiel                                      | —           | 94          | ×           | - BRA: Diamante (3)                | Marília Mendonça: Ao vivo |
| 2016 | Eu sei de cor                               | —           | 162         | ×           | - BRA: Diamante (3)                | Agora é que são elas      |
| 2017 | Amante não tem lar                          | 1           | 196         | ×           | - BRA: Diamante (2)                | Realidade                 |
| 2017 | De quem é a culpa?                          | 1           | 46          | ×           | - PRT: Oro                         | Realidade                 |
| 2017 | Transplante (feat. Bruno & Marrone)         | 2           | —           | ×           | - BRA: Diamante                    | /                         |
| 2018 | Ausência                                    | 1           | 178         | ×           |                                    | Agora é que são elas 2    |
| 2018 | Ciumeira                                    | 4           | 76          | ×           | - BRA: Diamante (3) - PRT: Oro     | Todos os cantos, vol. 1   |
| 2018 | Sem sal                                     | —           | 121         | ×           | - BRA: Diamante (3) - PRT: Oro     | Todos os cantos, vol. 1   |
| 2018 | Bebi liguei                                 | 2           | 47          | ×           | - BRA: Diamante (3) - PRT: Platino | Todos os cantos           |
| 2019 | Bem pior que eu                             | —           | 99          | ×           | - BRA: Diamante (3) - PRT: Oro     | Todos os cantos, vol. 1   |
| 2019 | Supera                                      | 1           | 27          | ×           | - BRA: Diamante (3) - PRT: Platino | Todos os cantos, vol. 3   |
| 2019 | Some que ele vem atrás (con Anitta)         | 2           | 63          | ×           | - BRA: Diamante (2) - PRT: Platino | /                         |
| 2020 | Graveto                                     | 3           | 69          | ×           | - BRA: Diamante (3) - PRT: Oro     | /                         |
| 2020 | Tentativas                                  | —           | —           | ×           | - BRA: Platino                     | Todos os cantos           |
| 2020 | Vira homem                                  | —           | —           | ×           | - BRA: Diamante - BRA: Platino     | Todos os cantos           |
| 2020 | Hackearam-me (con Tierry)                   | —           | —           | ×           |                                    | Saloon Pida! Março 2020   |
| 2020 | Deprê                                       | —           | —           | ×           |                                    | /                         |
| 2021 | Foi por conveniência                        | —           | —           | ×           |                                    | /                         |
| 2021 | Troca de calçada                            | 8           | 65          | ×           | - BRA: Diamante (3)                | /                         |
| 2021 | Rosa embriagada                             | —           | —           | ×           |                                    | /                         |
| 2021 | Apartamento 119 (con Henrique Casttro)      | —           | —           | ×           |                                    | Henrique Casttro: Ao vivo |
| 2021 | Amor falsificado (con Grupo Menos é Mais)   | —           | —           | ×           |                                    | /                         |
| 2021 | Melhor sozinha (con Luísa Sonza)            | —           | 187         | ×           |                                    | /                         |
| 2021 | Motel Afrodite (con Maiara & Maraísa)       | —           | 99          | ×           |                                    | Patroas 35%               |
| 2021 | Não sei o que lá (con Maiara & Maraísa)     | —           | 93          | ×           |                                    | Patroas 35%               |
| 2021 | Patroas 35% (con Maiara & Maraísa)          | —           | —           | ×           |                                    | /                         |
| 2022 | Mal feito (con Hugo & Guilherme)            | 2           | 64          | 172         | - BRA: Diamante (4) - PRT: Oro     | Próximo passo             |
| 2022 | Amava nada (con Lucas Lucco)                | —           | —           | —           | - BRA: Platino (3)                 | Rolê diferenciado         |
| 2022 | Insônia (con Ludmilla)                      | —           | —           | —           |                                    | Numanice #2 (Ao vivo)     |
| 2023 | Você não é mais assim (con ZeZé Di Camargo) | —           | —           | —           |                                    | /                         |
| 2023 | Flor e o beija-flor                         | —           | —           | —           |                                    | /                         |
| 2024 | Experiência (con Henrique Casttro)          | —           | —           | —           |                                    | Blessed Vol. 2            |
| 2024 | Alok Remixes                                | —           | —           | —           |                                    | /                         |
| 2025 | De quem é a culpa? (con Cristiano Araújo)   | 39          | —           | —           |                                    | /                         |
| "—" indica una pubblicazione non classificata in quel paese. "×" indica una classifica non esistente o non pubblicata. |                                             |             |             |             |                                    |                           |

### Come artista ospite
| Anno                                                      | Titolo                                                                 | Classifiche | Classifiche | Certificazioni                 | Album di provenienza  |
| Anno                                                      | Titolo                                                                 | BRA         | PRY         | Certificazioni                 | Album di provenienza  |
| --------------------------------------------------------- | ---------------------------------------------------------------------- | ----------- | ----------- | ------------------------------ | --------------------- |
| 2018                                                      | Estrelinha (Di Paullo & Paulino feat. Marília Mendonça)                | 92          | ×           |                                | Nós e elas            |
| 2018                                                      | Cancela o sentimento (Marcos & Belutti feat. Marília Mendonça)         | 4           | ×           |                                | M&B - 10 anos         |
| 2018                                                      | Por trás da maquiagem (Michel Teló feat. Marília Mendonça)             | 6           | ×           |                                | Bem sertanejo: O show |
| 2018                                                      | Moleque (Pacheco feat. Marília Mendonça)                               | 11          | ×           |                                | /                     |
| 2019                                                      | Vou ter que superar (Matheus & Kauan feat. Marília Mendonça)           | 2           | ×           | - BRA: Diamante (3) - PRT: Oro | Tem moda pra tudo     |
| 2021                                                      | Vai lá em casa hoje (George Henrique & Rodrigo feat. Marília Mendonça) | 1           | 130         |                                | /                     |
| "×" indica una classifica non esistente o non pubblicata. |                                                                        |             |             |                                |                       |

## Altri brani entrati in classifica
| Anno | Titolo                                                       | Classifiche | Classifiche | Classifiche | Certificazioni                     | Album di provenienza           |
| Anno | Titolo                                                       | BRA         | PRT         | PRY         | Certificazioni                     | Album di provenienza           |
| --- | ------------------------------------------------------------ | ----------- | ----------- | ----------- | ---------------------------------- | ------------------------------ |
| 2017 | Vai por mim (Péricles feat. Marília Mendonça)                | 97          | —           | ×           |                                    | Deserto da ilusão              |
| 2017 | Um louco (con Zé Henrique & Gabriel)                         | 30          | —           | ×           |                                    | Histórico: Ao vivo             |
| 2017 | Foi só um caso (Chitãozinho & Xororó feat. Marília Mendonça) | 37          | —           | ×           |                                    | Elas em evidências             |
| 2018 | Traição (Kleo Dibah feat. Marília Mendonça)                  | 22          | —           | ×           |                                    | Na varanda: Ao vivo em Goiânia |
| 2019 | Bye Bye                                                      | —           | 168         | ×           | - BRA: Diamante (2)                | Todos os cantos, vol. 1        |
| 2019 | Passa mal                                                    | —           | 160         | ×           | - BRA: Diamante (2)                | Todos os cantos, vol. 1        |
| 2019 | Bebaça (con Maiara & Maraísa)                                | 6           | 89          | ×           | - BRA: Diamante (3) - PRT: Oro     | Todos os cantos                |
| 2019 | Todo mundo vai sofrer                                        | 1           | 26          | ×           | - BRA: Diamante (3) - PRT: Platino | Todos os cantos, vol. 2        |
| 2019 | Serenata                                                     | —           | 156         | ×           | - BRA: Diamante (3) - PRT: Oro     | Todos os cantos, vol. 2        |
| 2019 | Apaixonadinha (feat. Léo Santana & Dida Banda Feminina)      | —           | 55          | ×           | - BRA: Diamante (2) - PRT: Oro     | Todos os cantos, vol. 2        |
| 2019 | Dois enganados (con Murilo Huff)                             | 80          | —           | ×           |                                    | Pra ouvir tomando uma, Vol. 1  |
| 2020 | Quero você do jeito que quiser (con Maiara & Maraísa)        | 5           | 97          | ×           | - BRA: Diamante (2) - PRT: Oro     | Patroas                        |
| 2021 | Esqueça-me se for capaz (con Maiara & Maraísa)               | 1           | 15          | 143         | - PRT: Platino                     | Patroas 35%                    |
| 2021 | Todo mundo menos você (con Maiara & Maraísa)                 | 2           | 24          | ×           | - PRT: Oro                         | Patroas 35%                    |
| 2021 | Presepada (con Maiara & Maraísa)                             | 2           | 40          | ×           | - PRT: Oro                         | Patroas 35%                    |
| 2021 | Fã clube (con Maiara & Maraísa)                              | —           | 139         | ×           |                                    | Patroas 35%                    |
| 2022 | Te amo demais                                                | 4           | 137         | —           |                                    | Decretos reais, vol. 1         |
| 2022 | Leão                                                         | 1           | 29          | 115         | - BRA: Diamante (9) - PRT: Platino | Decretos reais, vol. 2         |
| "—" indica una pubblicazione non classificata in quel paese. "×" indica una classifica non esistente o non pubblicata. |                                                              |             |             |             |                                    |                                |